# Pavel Kyprý
Pavel B. Kyprý (30. října 1904 Gęsiniec – 7. června 1976) byl český protestantský kazatel a činovník ekumenického hnutí, zejména mezi evangelikálními církvemi.
Narodil se v Husinci ve Slezsku v komunitě potomků českých exulantů pro víru. Studoval na misijním ústavu pro jihovýchodní Evropu v Kladské Bukovině.
Působil jako kazatel „Snahy“ v Jihlávce (1932–1933), Jindřichově Hradci (1933–1946) a v Chodově (1946–1952). Následně působil jako diakon, pak vikář a od roku 1957 jako farář ve sborech Českobratrské církve evangelické v Chodově (1952–1953), Heřmanově Městci (1954–1968).
Byl ženat s Ludmilou, roz. Rajskou.